# 深圳出租车
深圳出租车是中国广东省深圳市的主要公共交通工具之一，当地人俗称“的士”（来自英语音译），乘坐出租车俗称为“打的”。
《深圳经济特区出租汽车管理条例》将出租车定义为“经许可根据乘客意愿提供客运服务并收取费用的七座以下乘用车”，并划分为巡游出租汽车（巡游车）和网络预约出租汽车（网约车）。巡游出租车可在街道上巡游揽客或在固定站点候客，也可通过电话及网络预约提供服务，网约车只能通过网络预约提供服务。本条目主要讲述巡游出租车。
深圳巡游出租车经营许可证由政府统一发放，实行无偿使用，车辆经营权有效期不超过五年，并只能由获得经营权的企业法人委托、发包或者出租给出租车驾驶员，个人不能直接承包，但在2021年《深圳经济特区出租汽车管理条例》实施前取得的出租车营运牌照，仍可在有效期内继续使用。截至2021年11月，深圳共有64家企业经营巡游出租车。

## 发展
深圳的出租车服务早在建市前就已出现。1976年，为方便华侨、港澳同胞返乡，国家交通部下拨5台“天津”牌7座旅行车给广东省交通厅，用于在罗湖口岸和东门汽车站之间接送华侨和港澳同胞的包车服务，此后改为收费接送散客业务，成为深圳第一批出租车。1979年10月，与港商合资的深圳市小汽车出租公司成立，此后又有多家企业参与出租车运营。直至1984年，全市已有1226台出租车运营。
早年的出租车均由企业聘用驾驶员运营，由于管理不善，出现司机私吞收入、变卖零件的现象。1983年，小汽车出租公司试行出租车单车承包经济责任制，司机每月完成定额指标后，超出部分作为司机的浮动工资及补助。这一改革极大调动了司机的积极性，企业利润和司机收入直线上升。当时司机月收入可达5000元以上，远高于公务员的收入，曾引起社会不满，改革一度被叫停。直至《南方日报》在11月7日刊发相关报道，获得主管部门支持后，单车承包经济责任制逐步推广至全行业。
1988年，深圳实行出租车营运牌照有偿使用制，改用公开竞投的方式投放运力，并在9月28日组织首次公开竞投，共发出140个牌照，每个牌照19.4万元。
1993年，深圳市运输局对出租车实行“五统一”管理，即统一顶灯、统一车身颜色、统一计价器、统一票据、统一承包合同，以改善出租车服务水平，自此深圳的出租车统一为红、黄涂装。2002年，深圳新投放的出租车改用新涂装。

## 种类
- 起亚Cerato红色出租车
- 比亚迪e6（第一代）蓝白色纯电动出租车
- 比亚迪e6（第二代）蓝白色纯电动出租车
- “鹿小安”的士，司机均为女性，以特别涂装和蝴蝶结装饰为特色。

深圳巡游出租车分为红色及蓝白色两种，两种出租车均可在全市范围内行驶，但前者以燃油为动力，后者为纯电动汽车。截至2021年11月，深圳共有21514台巡游出租车，巡游出租车电动化率占比超过99%。

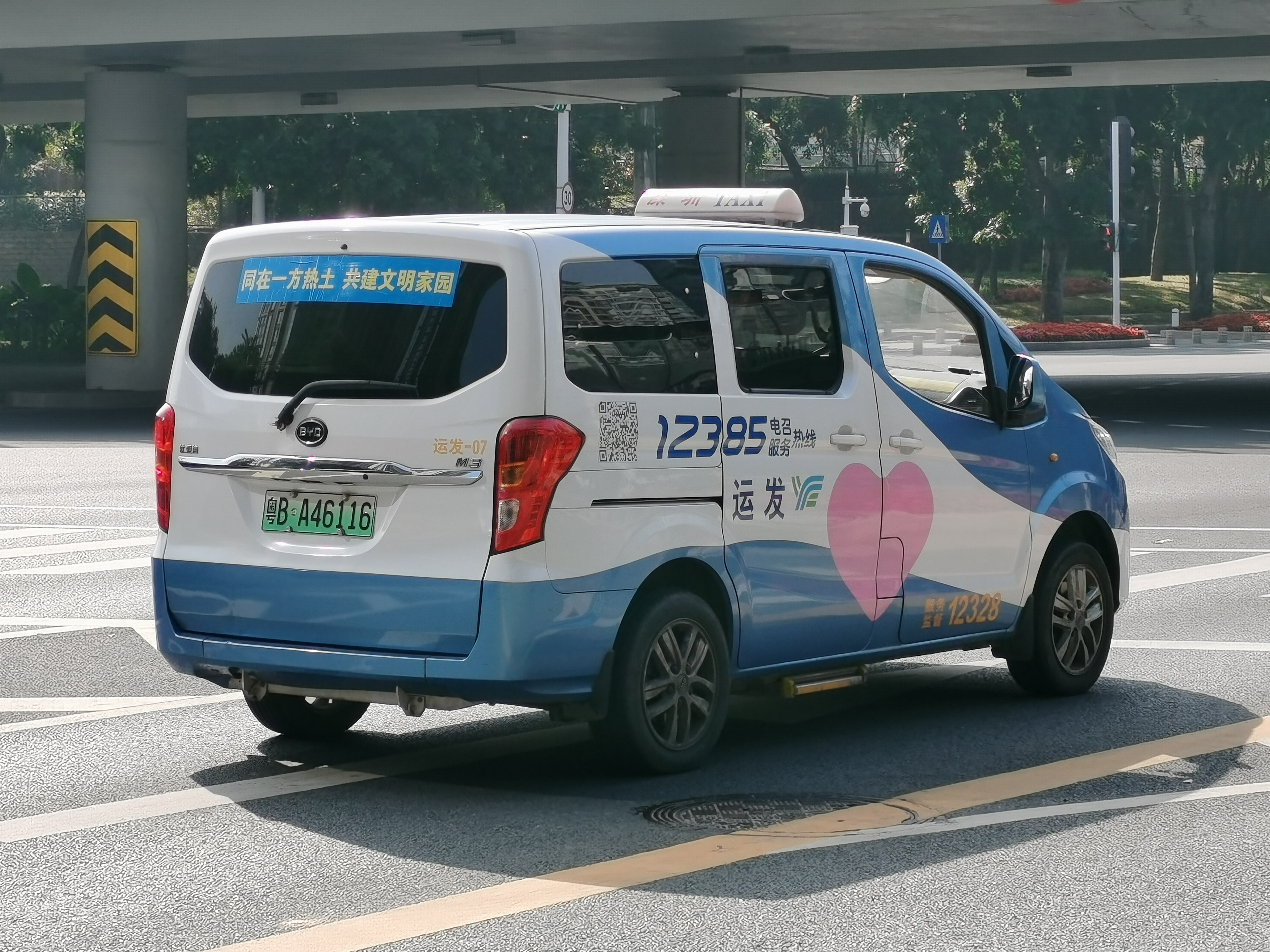
比亚迪M3无障碍出租车

### 无障碍出租车
深圳曾在2013年12月投放100台深蓝色吉利TX4无障碍出租车，可供轮椅乘客乘车，服务范围与红色的士相同。但由于排量大、运营成本高，再加上涂装辨识度低，无障碍出租车运行两年多后仅剩4台仍在运营。此后运营情况不明。
2020年，深圳再次投放100台纯电动无障碍出租车，采用比亚迪M3 DM车型，同样可供轮椅乘客乘车。深圳市交通运输局向经营无障碍出租车的两家企业发放补贴。

### 分区域经营
- 采用旧红白涂装的比亚迪e6纯电动出租车
- 大众桑塔纳红色出租车
- 大众桑塔纳绿色出租车

2018年12月前，深圳巡游出租车曾经实施分区域经营，红色的士（俗称“红的”）可以行驶全市范围，绿色的士（俗称“绿的”）只能在原特区外（宝安区、龙华区、光明区、龙岗区、坪山区、大鹏新区）经营，不能进入原特区内，黄色的士（俗称“黄的”）则只能在原特区内（南山区、福田区、罗湖区、盐田区）经营，不能进入原特区外。深圳首批共200辆绿色的士于2002年11月19日投入服务，至2016年底深圳共有绿色的士4368辆。首批黄色的士则于1987年11月1日投入服务。
的士实行分区域经营旨在通过限制的士经营范围的手段，改善特区内外因发展水平不同导致的的士服务资源不平衡情况，并借助较低运价减轻特区外的士乘客出行负担。但随着特区内外一体化，再加上2010年深圳经济特区范围扩大至全市，分区域经营模式逐渐失去意义，而在该模式下提供服务的绿色的士更因收费偏低、行驶范围有限，导致绿色的士行业亏损严重，营运效益偏低，滋生长途拒载、不打表等违法行为。为推进关内外的士一体化，2015年，深圳开始拟定方案允许绿色的士限制于晚上10点到次日早上6点之间，载客进入原特区内，但下客之后不得搭载起点和终点都在原特区内的乘客。此外自2017年5月5日起，深圳红绿的士统一运价。
深圳黄色的士最迟于2009年底终止服务。2018年12月20日，深圳市福骏通公司的最后一批共141辆绿色的士全部退出市场，自此深圳绿色的士正式终止服务。
目前深圳不再实行分区域经营，所有的士均可行驶深圳全部区域。

## 收费
深圳巡游出租车车费根据行驶里程及等候时间而定，大件行李则需另外收费。
| 起步價格 | 起步里程 | 超过起步里程后价格（里程价） | 候时费（慢速等候费） | 返空费                                                         | 夜间附加费（23時—次日6時） |
| -------- | -------- | ---------------------------- | -------------------- | -------------------------------------------------------------- | -------------------------- |
| 10 元    | 2.0 公里 | 2.7 元/千米                  | 0.8 元/分钟          | 20-50千米部分，按里程价加收30% 超过50千米部分，按里程价加收60% | 按起步价和里程价的30%加收  |

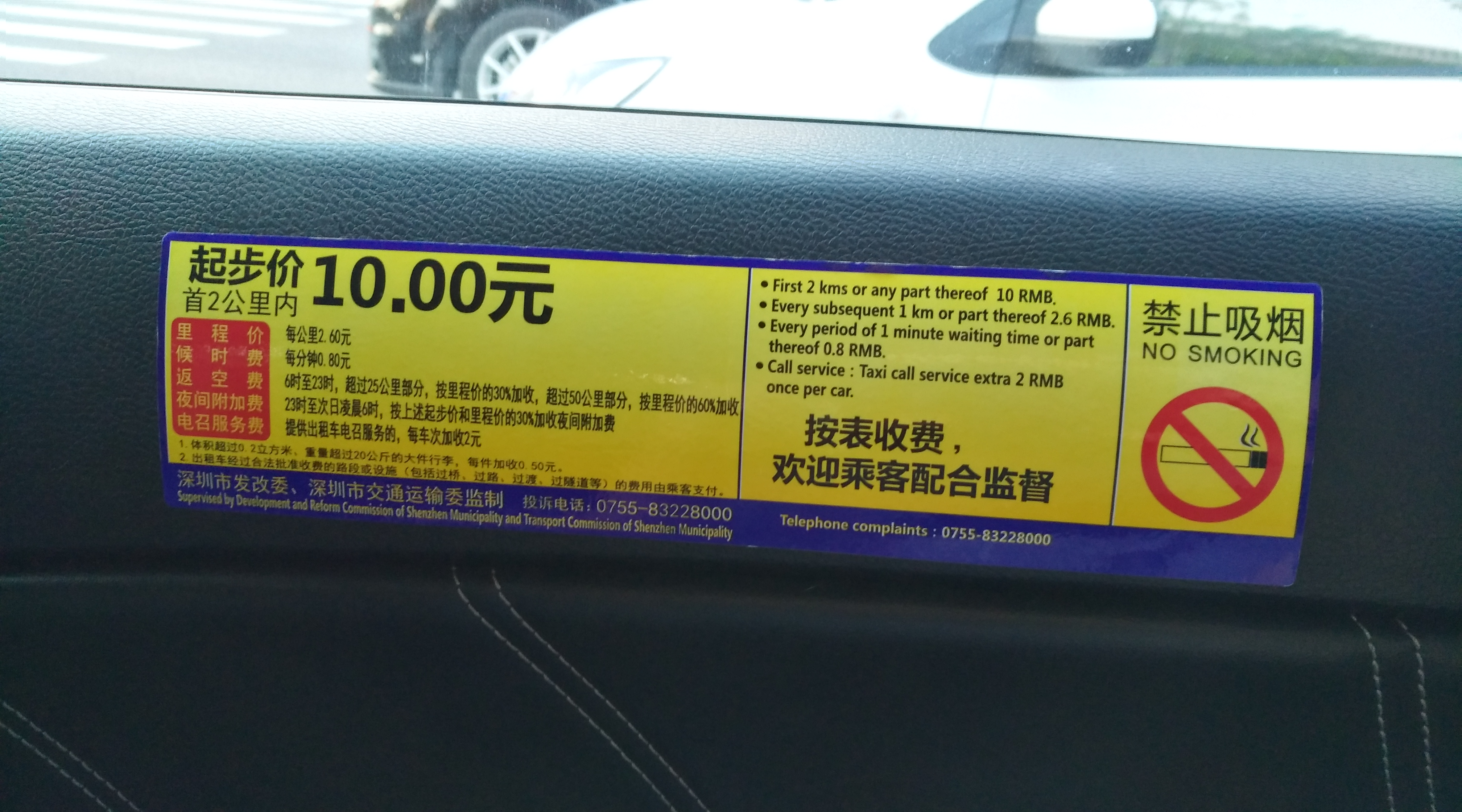
深圳的士车费表（摄于2018年）

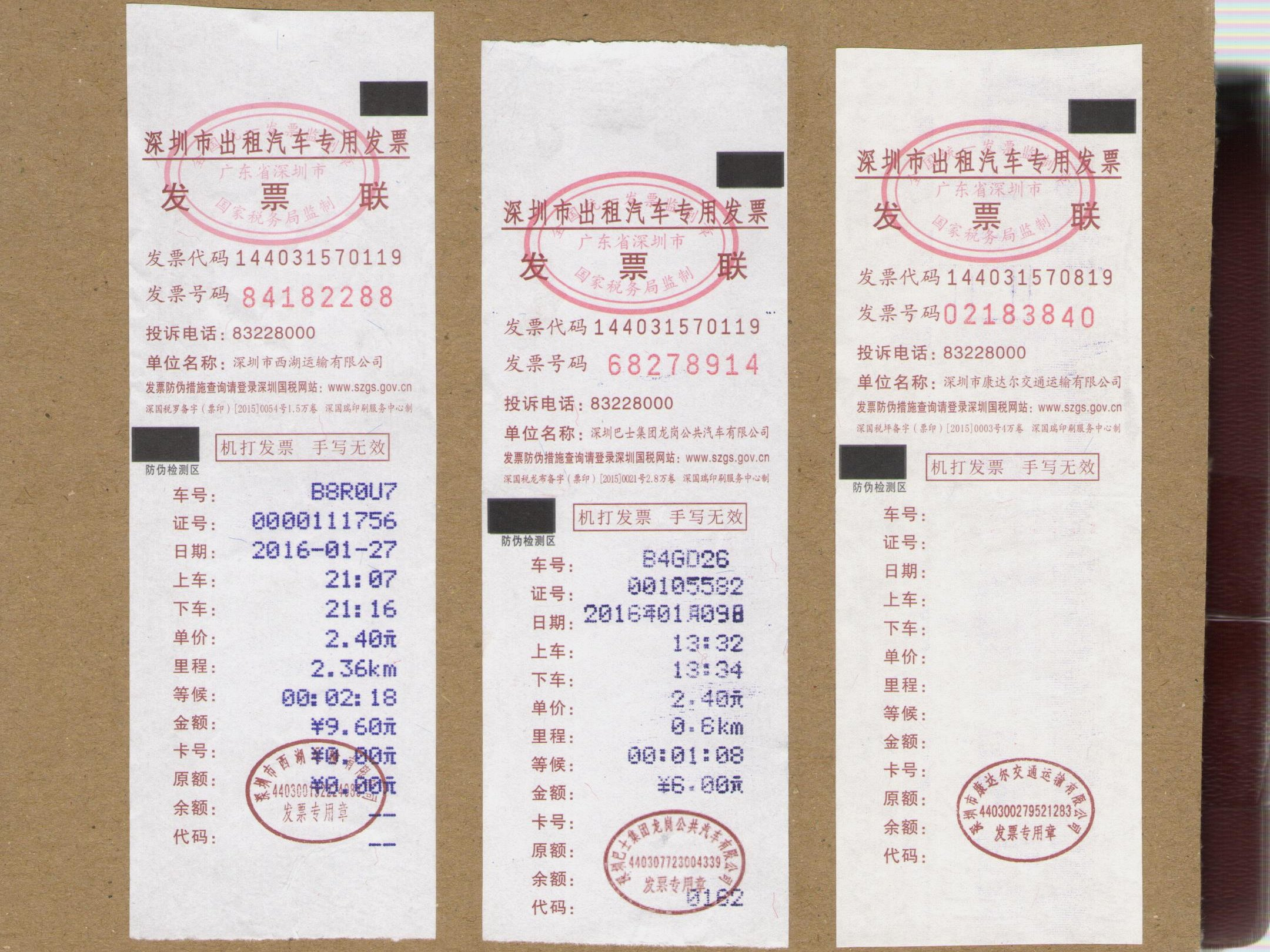
深圳市出租汽車專用發票發票聯（摄于2016年）

- 每日23时30分至次日6时，从深圳机场巡游车轮排候客区出发的，每运次加收15元重点区域特殊时段附加费；从深圳北站巡游车轮排候客区出发的，每运次加收5元重点区域特殊时段附加费。
- 春节期间（除夕0时—年初六24时），每运次加收10元春节附加费。
- 提供出租车电召服务的，每运次最高收费6元，具体收费标准由巡游车经营者与服务平台协商确定。
- 体积超过0.2立方米、重量超过20公斤的大件行李，每件加收0.5元。
- 出租车经过合法批准收费的路段或设施（包括过桥、过路、过渡、过隧道等）的费用由乘客支付。

深圳市自2017年5月5日起执行统一的巡游出租车运价，系首次实现“同城同价” ，后续在2021年8月20日调整巡游出租汽车运价，新增重点区域特殊时段附加费及春节附加费，取消燃油附加费。
在2017年5月5日前，深圳市的红色出租车和绿色出租车在收费上有较大区别，相较而言，红色出租车收费更高，主要体现在起步价、候时费和燃油附加费上。统一运价之前，红色出租车起步价格为10元（2公里），绿色出租车为6元（1.5公里）；红色出租车候时费为0.8/分钟而绿色出租车为0.5元/分钟；而燃油附加费则是绿色出租车的调价区间更大。

## 外地出租车行驶规定
外地出租车不能空驶进入深圳市，也不能经营起点和终点均在深圳市内的载客服务，巡游车空车返程应当显示暂停载客并熄灭顶灯。外地出租车进入深圳还受外地号牌载客汽车入深政策的限制。

### 原有规定
2022年12月31日前，外地出租车进入深圳还须沿指定路线行驶，并在指定配客点载客。
深圳最早在90年代开始限制外地出租车在市内的经营，以解决外地出租车长期驻点运营、扰乱本地出租车市场的问题。1998年6月，深圳印发《深圳市人民政府办公厅关于加强对进出我市异地出租小汽车管理的通知》，按照“定线进出、方便过境、定点配载、严禁驻点”的原则，限制外地出租车的运营，并规定了5个落客点和4个返程配客点供外地出租车使用，外地出租车须沿指定线路进出。
2008年10月6日修订的《深圳市绿色出租小汽车管理规定》进一步明确对外地出租车运营的限制。市交通运输局在同年印发外地出租车定线行驶的规定，设立了11处外地出租车配客点，并开展专项整治，遏制宝安区和龙岗区部分地区长期受外地出租车、非法营运和地方势力控制，“绿的”无法进入经营的现象。2015年再度印发新的定线行驶规定，延长规定时效。
为适应粤港澳大湾区一体化进程，深圳在2021年修改外地巡游出租车在深圳的运营规定，拟取消外地出租车沿固定线路进出的规定，并调整配客点的设置。
新制定的《深圳经济特区出租汽车管理条例》自2021年9月1日起施行，取代了原有的《深圳经济特区出租小汽车管理条例》，新条例不再要求外地巡游出租车沿固定线路进出，也不再要求其在指定配客点载客。